# Пап (царь Великой Армении)
Пап (арм. Պապ) (353—374 гг.) — царь Великой Армении. Сын Аршака II. Представитель династии Аршакидов.

## Биография
В 368 году персидский царь Шапур II снова послал свои войска на Армению. Возглавляли армию армянские царедворцы Глак и Артаван, которые перешли на сторону персов. Царица Парандзем, узнав о нападении, со своим сыном, царевичем Папом, скрылась в крепости Артагерс. После долгой осады Глак и Артаван решили оставить персов и перейти на сторону царицы Парандзем. Неожиданной атакой осаждённые разбили персидскую армию и сняли осаду крепости. Царевич Пап был отправлен в Рим.
Император Валент II, получив просьбу армян сделать Папа царём и не желая нарушить договор с Иовианом, приказал полководцу Теренту поставить Папа во главе правительства, но дал тому мало войск. Персы послали новое войско на Армению во главе с полководцами Зиком и Кареном. Пап был вынужден бежать к побережью Чёрного моря, а персы заняли крепость Артагерс и взяли в плен царицу Парандзем. В том же 369 году предатели, князья Меружан Арцруни и Ваган Мамиконян, завоевали армянские большие города: Арташат, Вагаршапат, Ервандашат, Зарехаван, Заришат и Ван.
Император Валент в 370 году послал в Армению армию, которую возглавил его полководец Аринфей. Пап снова был посажен на армянский трон. В следующем 371 году, увидев готовность персов вторгнуться в Армению, император Валент снова послал туда войска. В регионе Багреванда римские и армянские войска одерживают победу над персидским войском. Армянских воинов возглавлял сын Васака Мамиконяна, спарапет Мушех Мамиконян. Эта победа наконец-то дала Папу возможность укрепить свою власть, и в течение нескольких лет заняться решением внутренних проблем страны.
В первую очередь Пап вернул окраинные территории, которые были утеряны при Аршаке.
Затем царь Пап переходит к проблемам церкви. Ранее цари иногда ссорились с церковью, иногда даже убивали католикосов, но никогда не претендовали на имущество церкви. Пап сделал это первым. Он прекратил платить налоги церковникам, отнял большую часть земель, которые принадлежали церквям ещё со времен Трдата. Эти шаги, естественно, вызывали возмущение церковников. Историки V века даже объявляли Папа сумасшедшим и распространяли слухи о том, что будто католикоса Нерсеса отравил Пап, но по описаниям Фавстоса Бузанда, у католикоса могла быть и болезнь. Совсем иначе Папа описывал римский историк Аммиан Марцеллин, описывая его как умного и отважного царя. В самом деле, в IV веке в числе армянских царей Пап был более свободомыслящим, ярким, шаги которого были сделаны во период воссоединения страны и решения её внутренних проблем.
Пап понимал, что римляне будут партнёрами армян до тех пор, пока армяне будут соблюдать их правила. Тем не менее, он восстановил некоторые связи с персами, что не понравилось римлянам, которые следили за каждым шагом Папа. Император приглашает Папа к себе будто бы на переговоры, но потом, в Киликии, в городе Тарсе, Папа с его свитой арестовывают. Папу с тремястами воинами удается бежать в Армению. Император приказывает полководцу Траяну, который в то время был в Армении, ликвидировать Папа. Траян приглашает Папа на пир и там убивает.